# Hill Country Village
Hill Country Village é uma cidade localizada no estado norte-americano do Texas, no Condado de Bexar.

## Demografia
Segundo o censo norte-americano de 2000, a sua população era de 1028 habitantes.
Em 2006, foi estimada uma população de 1076, um aumento de 48 (4.7%).

## Geografia
De acordo com o United States Census Bureau tem uma área de 5,6 km², dos quais 5,6 km² cobertos por terra e 0,0 km² cobertos por água.

## Localidades na vizinhança
O diagrama seguinte representa as localidades num raio de 12 km ao redor de Hill Country Village.